# Немачка колективна кривица
Немачка колективна кривица односи се на појам колективне кривице која се приписује Немачкој и немачком народу за извршење Холокауста и других злочина у Другом светском рату.
Швајцарски психоаналитичар Карл Јунг написао је 1945. године утицајан есеј о овом концепту као психолошком феномену, у коме је тврдио да је немачки народ осећао колективну кривицу за злочине које су починили његови сународници, и тако увео термин у немачке интелектуалце. дискурс. Јунг је навео да је колективна кривица „за психологе чињеница и да ће бити један од најважнијих задатака терапије да наведе Немце да препознају ову кривицу“.
Немачка колективна кривица за догађаје Холокауста дуго је била идеја о којој су промишљали и говорили познати и познати немачки политичари и мислиоци. Немачки писац и филозоф Бернхард Шлинк описује како се понекад осећа као да је бити Немац огроман терет, због прошлости земље. Према Шлинку, „разлог због чега је европска криза толико мучна за Немачку је тај што је земља успела да се повуче од себе тако што се бацила у европски пројекат“. Шлинк такође верује да је „терет националности у великој мери обликовао начин на који Немци виде себе и своје одговорности у Европи“, и описује како Немци себе виде као атлантисте или Европљане, а не као Немце. Шлинк види да ова постојећа кривица постаје све слабија из генерације у генерацију. Томас Ман се такође залагао за колективну кривицу.